# Корнеліс Флоріс де Вріндт
Корнеліс Флоріс де Вріндт (Корнеліс II Флоріс, Корнеліс Молодший) (*Cornelis Floris de Vriendt, 1513 або 1514 —†20 жовтня 1575) — нідерландський архітектор та скульптор часів Пізнього Відродження.

## Життєпис
Походив з родини мулярів та скульпторів Вріндт. Старший син Корнеліса де Вріндта та Маргарет Гос. З дитинства навчався мулярству та скульптурі у батька, потім вчив дядько Клод.
У 1533 році стає членом гільдії Святого Луки. У 1534–1548 роках мешкав в Римі, де ознайомився з шедеврами італійських майстрів епохи Відродження. У 1548 році після смерті батька повернувся до Антверпена. У 1539 році стає майстром гільдії Святого Луки. У 1547–1559 роках був деканом гільдії.
З 1549 року починає отримувати численні замовлення на скульптури та оформлення усипалень від володарів Прусії, Данії, Гольштейну. У 1550 одружився з Елізабет Мехілс. Його донька Сюзанна стала дружиною художника Франса Пурбуса Старшого.

## Творчість
Корнеліс Флоріс виконав велику кількість вівтарів і надгробків у Левені, Бреді, Кельні та інших містах. Використовуючи мотиви картушів, масок, фруктових гірлянд, створив власний, пишний і вигадливий стиль орнаментації, близький маньєризму. «Стиль Флоріса» справив значний вплив на європейське мистецтво другої половини XVI — початку XVII століття завдяки випущеному майстром в 1548 альбому орнаментальних зразків.
У своїх будівлях (Антверпенська ратуша, 1561–1565) Флоріс поєднував класичні ренесансні форми фасадного декору із загальними композиційними рішеннями в традиціях нідерландської готики. Найбільшою будівлею, побудованою в традиціях Північного Відродження, стала Антверпенська ратуша (1561–1565 роки). Ця будівля мала сильний вплив на подібні споруди в інших містах Північної Європи. Іншим відомим витвором де Вріндта як архітектора є Торгова площа (Гроте-маркт).
Цікавим є створення скинії у формі вежі для церкви Святого Леонардо в м. Заутлеуві (Брабант), найкрасивіша свого роду у Бельгії.